# Eopsaltria
Az Eopsaltria  a madarak osztályának verébalakúak (Passeriformes) rendjébe és a cinegelégykapó-félék (Petroicidae) családjába tartozó nem.

## Rendszerezésük
A nemet William John Swainson írta le 1832-ben, az alábbi 3 vagy 5 faj tartozik ide:
- Eopsaltria griseogularis
- sárgabegyű cinegelégykapó (Eopsaltria australis)
- Eopsaltria georgiana

Egyes szervezetek a Tregellasia nembe sorolják ez a két fajt:
- Eopsaltria leucops[1] vagy Tregellasia leucops[2]
- Eopsaltria capito[1] vagy Tregellasia capito[2]

## Előfordulásuk
Ausztrália területén honosak, a Eopsaltria leucops Új-Guinea szigetén is megtalálható. Természetes élőhelyeik a mérsékelt égövi, szubtrópusi és trópusi erdők, szavannák és cserjések. Állandó, nem vonuló fajok.

## Megjelenésük
Testhosszuk 13,5–17 centiméter közötti.

## Életmódjuk
Rovarokkal és más kisebb ízeltlábúakkal táplálkoznak, de magvakat is fogyasztanak.